# Kasper Holmboe
Kasper Holmboe (* 4. September 1973 in Allerød, Dänemark) ist ein dänischer Musicalsänger in Deutschland. Nach dem Abitur begann er zuerst eine Maurerlehre, wechselte aber bereits nach kurzer Zeit zum Musical.

## Leben
Seine Karriere startete er in seinem Geburtsland Dänemark am Østre Gasværk Theater in Kopenhagen. Er gehörte zur dänischen Original Cast von „Miss Saigon“. Diesem Einsatz folgten Soloauftritte und das Mitwirken bei der Tourneeproduktion des dänischen Musicals „Atlantis“. Er trat aber auch im dänischen Fernsehen auf. Seinen ersten Auftritt in Deutschland hatte er als Bischof von Digne und Cover Javert in „Les Misérables“. Hier spielte er unter anderem neben Thomas Borchert. In Hamburg spielte er dann den Leopold im Musical „Mozart“. Seine Vielseitigkeit stellte er in Essen bei „Elisabeth“ unter Beweis. Dort spielte er den Herzog Max und Franz Joseph, aber auch Lucheni. In Berlin kehrte er erneut zum Musical „Les Misérables“ zurück und spielte zusätzlich noch den Jean Valjean. Dort spielte er an der Seite von Darstellern wie Uwe Kröger und Vera Bolten. Es folgte ein Engagement als Harry und Bill bei „Mamma Mia!“ in Hamburg. Danach war er dort im Musical „Ich war noch niemals in New York“ zu sehen und spielt den Axel Staudach. Folgend brachte er die CD „Kasper Holmboe singt Tom Jones – Ein Mann wie ich“ heraus und gründete die Firma Kasper Holmboe Theatre Consulting. Zusammen mit seinen Kollegen Karim Khawatmi,  Stefan Tolnai und Nico Müller tritt Holmboe auch mit der Konzertreihe „Musical Gentlemen“ auf.

## Engagements (Auswahl)
- Les Misérables (Duisburg und Berlin| Bischof von Digne, Javert und Jean Valjean)
- Mozart (Hamburg|Leopold Mozart)
- Elisabeth (Essen|Herzog Max, Luigi Lucheni und Franz Joseph)
- Ich war noch niemals in New York (Hamburg|Axel Staudach)
- Zorro (Tecklenburg|Ramon)